# 制限開殻ハートリー＝フォック法
制限開殻ハートリー＝フォック法 (せいげんかいかくハートリー＝フォックほう、英: restricted open-shell Hartree–Fock method、ROHF法)とは、開殻分子を計算するためのハートリー-フォック法の一手法である。
ROHF法では可能な限り二重に占有された分子軌道を用い、不対電子についてのみ半占軌道(SOMO)を用いる。
これは開殻分子の描像としては単純だが、計算手法の実装は難しい。
ROHF法の基礎は クレメンス・ローターンによって初めて定式化され

、後に他の研究者らによって拡張された
。

## 概要
閉殻分子の制限ハートリー-フォック法と同様に、一般固有値問題により記述された
ローターン–ホール方程式が導出される。
{\displaystyle {\boldsymbol {F}}{\boldsymbol {C}}={\boldsymbol {S}}{\boldsymbol {C}}{\boldsymbol {\epsilon }}}
ここで、
{\displaystyle {\boldsymbol {F}}}はフォック行列({\displaystyle {\boldsymbol {C}}}の関数となっている)、
{\displaystyle {\boldsymbol {C}}}は軌道の展開係数行列、
{\displaystyle {\boldsymbol {S}}}は基底関数の重なり行列、
{\displaystyle {\boldsymbol {\epsilon }}}は軌道エネルギーを対角項に持つ対角行列を、それぞれ表す。
閉殻分子の制限ハートリー-フォック法とは異なり、フォック行列の形式は一意に定まらない。
異なる正準化が可能であり、正準化の方法によって異なる軌道係数や軌道エネルギーが得られる。
しかし、全波動関数、全エネルギー、その他の可換測量は一致する。
非制限ハートリー-フォック法とは対照的に、ROHF波動関数は全スピン演算子{\displaystyle {\boldsymbol {S}}^{2}}の満足のいく固有関数となっており、スピン汚染が生じない。
分子軌道の組が一意に定まらないことから、
ROHF波動関数を基礎としてpost-HF法を開発することは、
非制限ハートリー-フォック(UHF)波動関数を用いる場合よりも本質的に難しい

。
しかしながら、異なる参照軌道を選んでも類似の結果が得られることが示されており

、多くの計算パッケージにおいて種々のpost-HF法が実装されている。
全ての軌道が「固定」されておらず相関していると仮定すれば、
多くの(全てではない)post-HF法は軌道の選び方に対して不変である

。
Møller-Plesset摂動法の一つであるZAPT2では特定の軌道の選び方が必要とされる。